# Kronisk lymfatisk leukæmi
Kronisk lymfatisk leukæmi (CLL) er en blodsygdom, der årligt rammer mere end 400 mennesker i Danmark. Det er den hyppigste form for leukæmi.
Sygdommen er blevet kaldt "gammelmandsleukæmi" fordi den oftest rammer i de ældre aldersgrupper. Forløbet er for mange ret fredeligt, men det kan være mere aggressivt i andre tilfælde. Sygdommen opdages ofte tilfældigt i forbindelse med, at man bliver undersøgt og behandlet for helt andre sygdomme.

## Symptomer
Ofte har man ingen symptomer på kronisk lymfatisk leukæmi (CLL) på det tidspunkt, sygdommen bliver opdaget. CLL bliver ofte opdaget tilfældigt, når man får taget en blodprøve – sygdommen viser sig ved, at der er et øget antal af hvide blodlegemer, specielt lymfocytter, i blodprøven.
Træthed er det mest almindelige symptom på CLL
Det mest almindelige symptom på kronisk lymfatisk leukæmi (CLL) er træthed, der gør, at man har svært ved at overkomme helt almindelige ting i hverdagen. Træthed ses dog langt hyppigere ved en lang række andre sygdomme end CLL, og selv om man har CLL, behøver træthed ikke at have noget med sygdommen at gøre.
Andre symptomer kan være:
- Feber
- Nattesved
- Vægttab
- Hævede lymfeknuder
- Forstørret lever eller milt, som kan give en fornemmelse af trykken i maven på grund af størrelsen

## Diagnose
Kronisk lymfatisk leukæmi (CLL) konstateres ofte tilfældigt, f.eks. ved en blodprøve, som man får foretaget på grund af mistanke om andre sygdomme.

## Kronisk lymfatisk leukæmi udvikler sig langsomt
CLL er en form for blodkræft, der udvikler sig langsomt og giver færre symptomer end f.eks. den blodkræfttype, der hedder akut lymfatisk leukæmi (ALL).
Det er vigtigt at få stillet den præcise diagnose, for at du kan få tilbudt den bedst mulige behandling.
Det er vigtigt for lægen at danne sig et overblik over, hvor udbredt sygdommen er, for at kunne give den rette behandling.

## Årsager
Man ved kun lidt om årsagerne til kronisk lymfatisk leukæmi. Risikoen for at få kronisk lymfatisk leukæmi hænger sammen med ens etniske oprindelse. Sygdommen rammer eksempelvis kun sjældent asiater.
Der er ikke dokumenteret sammenhæng mellem CLL og radioaktiv stråling, kemoterapi eller organiske opløsningsmidler, som ellers er kendt for at kunne forårsage andre leukæmiformer. Kendte risikofaktorer – som f.eks. rygning eller speciel kost – medvirker heller ikke til øget risiko for at få CLL.
Nære slægtninge har øget, men stadig kun lille risiko for at få sygdommen.

## Undersøgelser
Ved mistanke om kronisk lymfatisk leukæmi (CLL) får man som regel undersøgt lymfeknuderne og får taget blodprøver.
Formålet med undersøgelserne er at finde ud af, om der er tale om kræft eller ej.
Andre undersøgelser har til formål at finde ud af, hvor alvorlig sygdommen er.
Diagnosen på kronisk lymfatisk leukæmi kan for det meste stilles alene på baggrund af en blodprøve og ved, at din læge undersøger, om du har hævede lymfeknuder.

### Blodprøver ved mistanke om CLL
Du får taget blodprøver, hvis lægerne har mistanke om kronisk lymfatisk leukæmi. Blodprøverne sendes til et speciallaboratorium på hospitalet, som undersøger blodet nærmere for leukæmiceller med cellebiologiske teknikker for at stille en korrekt diagnose

### Undersøgelse af lymfeknuder
Lægen undersøger, om dine lymfeknuder er hævede. Nogle lymfeknuder kan lægen undersøge ved at føle på halsen, i armhuler og lysken. Milten kan også være forstørret, hvilket kan vurderes ved, at lægen undersøger maven. Andre lymfeknuder ligger dybere og kan først vurderes efter en røntgenundersøgelse, ultralydsscanning eller CT-scanning. Det er dog ofte ikke nødvendigt med nogen af disse undersøgelser.

### Knoglemarvsundersøgelse
Man vil nogle gange også få foretaget en knoglemarvsundersøgelse, specielt hvis man har symptomer på knoglemarvssvigt, som f.eks. blodmangel, mangel på hvide blodlegemer eller blodplader, eller hvis man skal i gang med behandling.

## Stadieinddeling
Lægen anvender en stadieinddeling, som er et system, der baserer sig på de steder på kroppen, hvor man har hævede lymfeknuder (lymfeknuderegioner) og på knoglemarvsfunktionen.
Der findes forskellige systemer, men det simpleste er Binet-systemet, som inddeler i tre stadier. A, B, eller C, hvor stadium A og B afhænger af antallet af regioner med hævede lymfeknuder, og om milt eller lever er forstørret. Lymferegionerne er halsen, armhulerne og lysken. Milt og lever tæller med som hver sin region.
- Stadium A: I dette stadie har man hævede lymfeknuder i højst to regioner eller lever- og miltforstørrelse
- Stadium B: Her har man hævede lymfeknuder i mindst tre regioner eller forstørret milt eller lever
- Stadium C: Her har man knoglemarvssvigt med enten blodmangel eller lavt antal af blodplader, uanset om der er hævede lymfeknuder eller forstørret milt eller lever

Stadieinddelingen siger dels noget om, hvor svær sygdommen er på det tidspunkt, man får stillet sin diagnose. Dels kan den give et statistisk fingerpeg om, hvordan sygdommen vil forløbe. Hvis man kun er i stadium A eller B, er der stor sandsynlighed for, at man ikke behøver behandling endnu.

## Biologisk risikovurdering: Hvordan vil sygdommen udvikle sig?
Ud over stadieinddelingen anvender lægerne ofte også avancerede laboratorieundersøgelser af leukæmicellernes arvemateriale til at vurdere risikoen for, hvordan sygdommen vil udvikle sig. Undersøgelserne ligger til grund for det, man kalder en biologisk risikovurdering. Resultaterne af disse undersøgelser kan have indflydelse på, hvornår man eventuelt skal i behandling.
Med den biologiske risikovurdering kan lægerne bedre forudsige forløbet af sygdommen.
For nogle kan den biologiske risikovurdering have betydning ved forsikringsspørgsmål, hvis man f.eks. er interesseret i at indgå i forsøg med afprøvning af nye behandlingsformer. Den biologiske risikovurdering kan også have betydning for, hvilken behandling man skal have, hvis man har brug for behandling.
For andre kan det være en tryghed at vide, at de lever med en kronisk leukæmi, som næppe eller aldrig kommer til at påvirke deres dagligdag væsentligt, ej heller den forventede levetid.
For lægen kan den biologiske risikovurdering være en fordel, f.eks. når hun eller han skal vurdere, hvor hyppigt man skal gå til kontrol, eller om man kan deltage i afprøvning af nye behandlingsformer.

## Undertyperne moden og umoden CLL har betydning for sygdommens udvikling
På laboratoriet undersøges leukæmicellerne for forskellige forhold i deres arvemateriale. For eksempel kan en undersøgelse af bestemte gener (immunglobulin-generne) dele patienter op i to undertyper af kronisk lymfatisk leukæmi, der kaldes for henholdsvis moden og umoden undertype.
- Den modne (muterede) undertype har ofte et fredeligt forløb med intet eller kun beskedent behov for behandling
- Patienter med den umodne (umuterede) undertype har øget tendens til at udvikle behandlingskrævende sygdom inden for de første år efter diagnosen

## Forandringer i kromosomer peger på fredelig eller behandlingskrævende form af CLL
Når lægerne laver en biologisk risikovurdering, kan de også undersøge for forandringer i leukæmicellernes arvemateriale (kromosomer – undersøgelsen af kromosomerne ved CLL kaldet FISH (Fluorescence In Situ Hybridization)). Der er visse forandringer i kromosomerne, der er forbundet med fredelig sygdom, mens andre forandringer er forbundet med en mere aggressiv form af CLL.
Patienter uden forandringer i kromosomerne har et sygdomsforløb, som ofte ligger imellem de to yderpunkter. Ud over forandringerne i kromosomerne, kan der også være mutationer (såkaldte kromosomfejl) i bestemte gener i arvematerialet, som kan være forbundet med en mere aggressiv form af CLL.
Både bestemte kromosomforandringer og mutationer i bestemte gener kan have indflydelse på, hvilken behandling man skal have.

## Behandling af kronisk lymfatisk leukæmi (CLL)
Behandling af kronisk lymfatisk leukæmi (CLL) er først og fremmest kemoterapi, som kan suppleres med behandling med antistoffer (immunbehandling) og behandling med biologisk målrettede lægemidler – det kan være med kinasehæmmere eller en anden form for biologisk behandling som påvirker signaleringsvejene i de syge celler.
Kronisk lymfatisk leukæmi (CLL) kan ikke helbredes, men behandlingen fører ofte til årelange perioder uden symptomer på sygdommen, eller at sygdommen bliver bragt i et roligt stadium, hvor de syge celler er til stede uden at give symptomer. De fleste behandlinger for CLL foregår ambulant eller i daghospital. Langt de fleste patienter kan således fortsætte med deres daglige aktiviteter eller arbejde under behandlingen. Der er dog en vis risiko for infektioner, både grundet behandlingen og grundet selve sygdommen, som kan kræve indlæggelse under dele af behandlingsforløbet.

## Hvornår skal man behandles for CLL?
Nogle oplever ingen symptomer på CLL og behøver derfor ingen behandling. Hvis man får symptomer, som f.eks. ekstrem træthed, vægttab og blodmangel, vurderer lægerne, om man skal påbegynde behandling.
Når lægen skal beslutte, om behandling af kronisk lymfatisk leukæmi (CLL) skal igangsættes, vurderer han eller hun dine symptomer, som f.eks. træthed eller vægttab, på baggrund af internationale anbefalinger.
Når lægen skal vurdere, om man skal i behandling for kronisk lymfatisk leukæmi (CLL), så kan han eller hun vælge at følge internationale anbefalinger som f.eks. dem fra National Cancer Institute i USA.
National Cancer Institute definerer behandlingskrævende (aktiv) kronisk lymfatisk leukæmi som følgende, hvor mindst et af nedenstående sygdomsrelaterede symptomer skal være til stede:
- Vægttab over 10 procent på 6 måneder
- Ekstrem træthed. Det vil sige, at man ikke kan arbejde eller er ude af stand til at udføre sædvanlige dagligdags aktiviteter
- Feber over 38 grader i mere end 2 uger, uden at man har tegn på infektion
- Nattesved uden tegn på infektion
- Tegn på knoglemarvssvigt, hvor man udvikler eller forværrer blodmangel eller mangel på blodplader
- Immunbetinget destruktion af blodlegemer eller blodplader, (dvs. at man danner antistoffer mod egne blodceller og derved ødelægger egne blodlegemer), hvor man ikke har effekt af behandling med binyrebarkhormon
- Massiv forstørrelse af milten på over 6 cm under ribbenene på venstre side
- Massivt forstørrede (mere end 10 cm) eller markant vækst af allerede forstørrede lymfeknuder
- Fordobling af lymfocyttallet i blodet på mindre end 6 måneder, uden at der er tegn på infektion

Det vil altid være en individuel vurdering i dialog mellem læge og patient at finde ud af, hvornår den enkelte patient har brug for, at der startes et behandlingsforløb. Man skal således ikke altid starte behandling med det samme, selvom man har et eller flere af ovenstående symptomer.

## Statistik vedrørende CLL
Kronisk lymfatisk leukæmi ses især hos ældre mænd, og forekomsten er stigende fra 50-årsalderen.
Antallet af personer, der får stillet diagnosen, har været let faldende gennem de seneste 10 år, ligesom der gennem de seneste 10 år er færre, der dør af sygdommen.
Antal personer som lever med diagnosen ved udgangen af 2013:
(Dvs. både personer, som er i behandling eller går til kontrol, og personer, som betragtes som raske)
- Mænd: 1.510
- Kvinder: 1.187

### Overlevelse
Mænd:
- Efter 1 år: 97%
- Efter 5 år: 79%

Kvinder
- Efter 1 år: 98%
- Efter 5 år: 89%

Overlevelsen er defineret som ’relativ overlevelse’ for patienter diagnosticeret 2009-2013. Den relative overlevelse er et skøn over, hvor mange der overlever en bestemt kræftsygdom i f.eks. 1 eller 5 år efter diagnosen. Den ’relative overlevelse’ svarer altså til overlevelsen, hvis døden kun skyldes den konkrete kræftform.

## Ekstern henvisning
- Cancer.dk - Kronisk lymfatisk leukæmi (CLL)

1. ↑  Navnet er anført på svensk og stammer fra Wikidata hvor navnet endnu ikke findes på dansk.
2. ↑  Navnet er anført på svensk og stammer fra Wikidata hvor navnet endnu ikke findes på dansk.
3. ↑  Navnet er anført på svensk og stammer fra Wikidata hvor navnet endnu ikke findes på dansk.
4. ↑  Navnet er anført på svensk og stammer fra Wikidata hvor navnet endnu ikke findes på dansk.
5. ↑  Navnet er anført på svensk og stammer fra Wikidata hvor navnet endnu ikke findes på dansk.